# Ștefan Ostojić al Bosniei
Ștefan Ostojic al Bosniei (în sârbocroată Stjepan Ostojić / Стјепан Остојић) a fost rege al Bosniei de la moartea tatălui său Ostoja în 1418 până la înlăturarea sa de către nobilime în 1420.

## Tinerețe
Membru al Casei Kotromanić, Ștefan a fost singurul fiu legitim al regelui Ostoja, născut de a doua soție a sa, Kujava Radinović. Părinții săi s-au căsătorit în 1399, în timp ce Ștefan apare pentru prima dată în evidența istorică la sfârșitul anului 1408 ca susținător al donației făcute de tatăl său către frații nobili Vukić și Juraj Radivojević pentru serviciul lor loial. Împreună cu mama sa, Ostojic apare ca susținător al privilegiilor acordate de către tatăl său către Republica Ragusa în 1409. Regele Ostoja a respins-o pe regina Kujava în 1416 și se pare că și fiul Ștefan Ostojic l-a părăsit pe Ostoja; cronicarul din Ragusa din secolul al XVI-lea, Mavro Orbini, a susținut că Ștefan Ostojic a fost menționat ca adversar al regelui Ostoja în 1417. Ostoja s-a recăsătorit imediat, luând-o pe bogata văduvă Jelena Nelipić ca a treia soție a sa. La 22 iulie 1417, Ștefan Ostojic era deja împăcat cu tatăl său și, împreună cu mama sa vitregă, a aprobat o altă donație a lui Ostoja pentru frații Radivojević, care au ajutat la suprimarea răscoalei din Zahumlia. Lui Ștefan Ostojic i s-a acordat autoritate asupra lor.

## Domnie
Regele Ostoja a murit în 1418 și un stanak a fost convocat pentru a-l recunoaște pe Ștefan ca noul rege. El a restabilit imediat onorurile regale ale mamei sale și a poruncit ca mama sa vitregă să fie încarcerată. Primul act al lui Ștefan ca rege a fost să-i informeze pe cei din Republica Ragusa despre alegerea sa și să ceară tributul care i se cuvine acum. Un raid otoman le-a permis acestora să nu mai plătească. Ștefan l-a luat în slujba lui pe Miho Kaboga (din familia ragusană Kaboga), fost protovestijar al marelui duce Hrvoje Vukčić Hrvatinić. Ostojic a căzut curând sub influența lui Miho Kaboga, lucru pentru care nobilimea bosniacă s-a supărat. Kaboga l-a îndemnat să cucerească orașul Ston care aparținea de Republica Ragusa, susținând că nu era puternic fortificat și că peninsula Pelješac nu era apărată. Ștefan a revendicat casa Hrvatinić din Ragusa, precum și coasta care înconjoară Slano și toate „bunurile regale”, dar în cele din urmă a renunțat. După un consiliu cu mama sa și cu nobilimea în orașul Zvečaj în martie 1419, Ștefan a confirmat privilegiile acordate Republicii Ragusa de către predecesorii săi. În același an, el a confirmat vânzarea către Ragusa a cetății Konavli și a cetății Sokol care aparțineau vasalului său Sandalj Hranić Kosača.
În septembrie 1419, Ștefan a oferit o alianță Republicii Veneția pentru a-i ajuta în toate războaiele lor. Apoi s-a alăturat venețienilor în războiul lor din Albania împotriva lui Balșa al III-lea Stracimirović. Conflictul a tensionat relațiile lui Ștefan cu vasalul său Kosača, tatăl vitreg și protector al lui Balša, dar cei doi nu au intrat direct în conflict militar. Când armata otomană condusă de Ișak Bei a lansat un raid împotriva Bosniei, vizând în mod specific domeniile lui Ștefan și ale rudelor și susținătorilor săi materni, familia nobilă Pavlović, Kosača a profitat de ocazie pentru a se întoarce împotriva lui Ștefan și și-a declarat sprijinul pentru fostul rege Tvrtko al II-lea, rival de multă vreme al vărului său și al tatălui său și care era susținut de otomani. L-au urmat alți nobili. Ștefan a fost destituit oficial până în august 1420. Ultimul document existent care îl menționează este din aprilie 1421, când a oferit Veneției o reînnoire a alianței.
Rămășițele a trei persoane au fost descoperite într-un mic mormânt din capela Bobovac în timpul săpăturilor arheologice din anii 1960, aparent reîngropate acolo în timpul domniei lui Tvrtko al II-lea. Se crede că aparțin reginei Kujava Radinović, fostului ei soț Ștefan Ostoja și fiului ei Ștefan Ostojić.